# Urząd Unii Europejskiej ds. Własności Intelektualnej
Urząd Unii Europejskiej ds. Własności Intelektualnej (ang. European Union Intellectual Property Office, EUIPO) – urząd należący do struktur Unii Europejskiej, rejestrujący znaki towarowe Unii Europejskiej (European Union trade marks) i wspólnotowe wzory przemysłowe (registered Community designs). 
Dyrektorem Wykonawczym EUIPO jest Christian Archambeau. EUIPO kieruje zarząd, na czele którego stoi Andrea Di Carlo.

## Opis
Urząd został założony w 1994 w Angers. Rozpoczął działalność w 1996. Jego siedziba znajduje się w Alicante w Hiszpanii. 23 marca 2016 weszły w życie zmiany nazwy urzędu (dawniej: Urząd Harmonizacji w ramach Rynku Wewnętrznego, ang. Office for Harmonization in the Internal Market, OHIM), przedmiotu ochrony (dawniej: wspólnotowy znak towarowy, Community trade mark) i funkcji kierowniczych (dawniej: Prezes i Rada Administracyjna).
Początkowo OHIM rejestrował tylko wspólnotowe znaki towarowe, utworzone Rozporządzeniem Rady Nr 40/94 z dnia 20 grudnia 1993, które zostało wydane w konsekwencji utworzenia jednolitego rynku (1 stycznia 1993). Unijne znaki towarowe i wspólnotowe wzory przemysłowe koegzystują z prawami krajowymi oraz z prawami międzynarodowymi, tj. udzielonymi zgodnie z Porozumieniem madryckim i Protokołem do tego Porozumienia. EUIPO obejmuje ochroną rejestrowane i już zarejestrowane znaki towarowe oraz wzory przemysłowe.

## Procedura rejestracji
W ramach wniosku o rejestrację znaku towarowego bądź wzoru przemysłowego do EUIPO wnioskodawca ma możliwość rejestracji we wszystkich krajach należących do Unii Europejskiej w ramach jednej opłaty. Wniosek obejmuje pierwszy, 10-letni czas ochrony i może ulec on przedłużeniu o kolejne 10 lat za dodatkową opłatą. Wniosek do EUIPO może zostać złożony w każdym języku urzędowym występującym na terenie UE. Wniosek może zostać złożony na piśmie bądź drogą elektroniczną za pośrednictwem oficjalnej strony urzędu.